# Scurta perioadă

### Definiție
Este una din mișcările fundamentale longitudinale ale unei aeronave (alături de fugoidă) fiind oscilație cu o perioadă mică.
Joacă un rol important în apariția oscilațiilor induse de pilot.